# Stranger in a Strange Land
Stranger in a Strange Land är också titeln på Robert A. Heinleins bok, se Främling på egen planet
Stranger in a Strange Land är en låt och en singel av det brittiska heavy metalbandet Iron Maiden släppt den 22 november 1986. Sången är den andra singeln till albumet Somewhere in Time och den är skriven av gitarristen Adrian Smith. På skivomslaget ser man Eddie som kommer in i en bar med en stor cigarr. Hans stil påminner mycket om Clint Eastwood i gamla västern filmer. I baren sitter många konstiga utomjordingar. 
Sången handlar om en människa som fryser fast under en polarexpedition. Efter hundra år kommer nya människor och upptäcker hans kropp. Låten är delvis sann och Adrian Smith fick inspiration då han pratade med en man som överlevt en olycka under en polarexpedition. Titeln är en anspelning på 2 Mos 2:22.
På singeln finns två B-sidor, "That Girl" och "Juanita". Båda är gjorda av The Entire Population of Hackney. Adrian Smith och Nicko McBrain grundade gruppen tillsammans med några vänner och de gjorde några sånger mellan turnén World Slavery Tour och albumet Somewhere in Time då de inte hade någonting att göra.

## Låtlista
1. "Stranger in a Strange Land" (Smith)
2. "That Girl" (Barnett, Goldsworth, Jupp)
3. "Juanita" (Barnacle, O'Neil)

## Medlemmar
- Steve Harris - bas
- Bruce Dickinson - sång
- Dave Murray - gitarr
- Adrian Smith - gitarr
- Nicko McBrain - trummor